# Funkcja logitowa

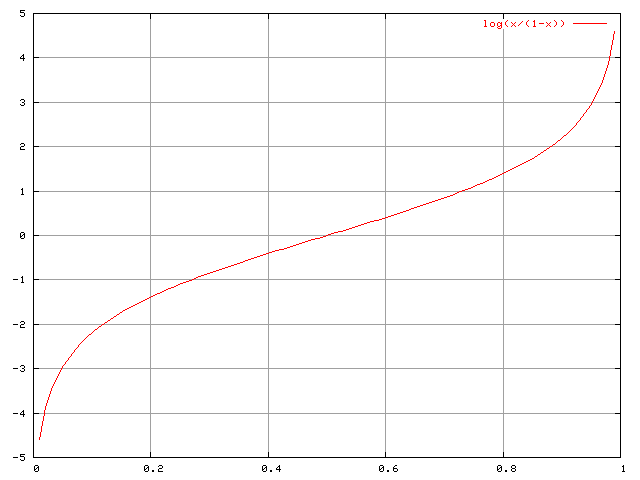
Funkcja logit

Funkcja logitowa, logit – funkcja stosowana w statystyce (metoda regresji logistycznej) do przekształcania prawdopodobieństwa na logarytm szansy (ang. log-odds):
{\displaystyle \operatorname {logit} (p)=\ln {\frac {p}{1-p}}=\ln(p)-\ln(1-p).}
Przekształcenie odwrotne to standardowa funkcja logistyczna:
{\displaystyle p={\frac {e^{\operatorname {logit} (p)}}{1+e^{\operatorname {logit} (p)}}}={\frac {1}{1+e^{-\operatorname {logit} (p)}}}.}
Funkcja logitowa jest odwrotną dystrybuantą rozkładu logistycznego z parametrami {\displaystyle \mu } = 0 i {\displaystyle s} = 1. 